# Umberto Albini (filologo)
Umberto Albini (Savona, 3 maggio 1923 – Genova, 25 gennaio 2011) è stato un grecista, filologo classico e traduttore italiano, professore emerito dell'Università di Genova.

## Biografia
Dopo la maturità classica, conseguita presso il Liceo Chiabrera di Savona nel 1941, Albini fu allievo della Scuola Normale di Pisa che lasciò per partecipare alla Resistenza come partigiano. Nel 1944 riprese gli studi presso l'Università di Genova, presso la quale si laureò nel 1945.
Dal 1947 al 1949 fu docente di Lettere latine e greche presso il Liceo classico Chiabrera in cui aveva studiato e dal 1º luglio 1950 lavorò alla Biblioteca Nazionale Centrale di Firenze dove incominciò la sua frequentazione di Giorgio Pasquali e conseguì la libera docenza.
Docente dapprima nelle Università tedesche di Bonn e di Colonia, alla fine degli anni Sessanta Albini tornò a Genova, presso l'Università, dove affiancò all'insegnamento principale di Letteratura greca corsi di Filologia greca e latina e di Diritto greco, integrandoli con i seminari di Paleografia greca e di Filologia bizantina. Assunse cariche istituzionali prima, negli anni 1971-1974, come Preside della Facoltà di Lettere e poi, negli anni 1990-1998, come Direttore del Dipartimento di Archeologia e Filologia classica. Fu direttore della rivista «Studi italiani di Filologia Classica» già diretta da Giorgio Pasquali e da Gennaro Perrotta.
Dopo avere esordito con studi sull'oratoria attica e con l'importante edizione critica e traduzione di Lisia, Albini arrivò a concentrare la sua attenzione principalmente sul teatro cui dedicò una ricca produzione di saggi e volumi di filologia e critica teatrale. Importante e durevole fu la sua collaborazione con l'editore Livio Garzanti presso il quale pubblicò i suoi libri più noti e diresse le traduzioni del teatro attico nella collana I Grandi Libri.
Con la chiara percezione della dimensione politica, pubblica e performativa della drammaturgia attica che valorizzò sia negli studi sul comico (Aristofane resta tra gli autori più frequentati) sia in quelli sulla tragedia, Albini si fece apprezzare pienamente non solo dai filologi, ma anche degli uomini di teatro. Divenne presto amico di Aldo Trionfo e Emanuele Luzzati, con i quali collaborò a Genova presso il Teatro della Tosse e il Teatro Stabile. Tradusse e adattò tragedie e commedie antiche e moderne anche per il Teatro Stabile di Torino, per l'Olimpico di Vicenza, per alcuni teatri di Roma, per la televisione e la radio. Fu drammaturgo lui stesso, con attenzione precisa alla contemporaneità e ai suoi temi più sensibili. Dal 1995 al 1998 fu presidente dell'Istituto Nazionale del Dramma Antico di Siracusa (INDA).
Umberto Albini fu anche traduttore dall'ungherese e dal secondo dopoguerra promosse molte traduzioni italiane della poesia e della drammaturgia ungheresi del Novecento, sollecitando e favorendo in Italia la conoscenza di quella letteratura e di alcuni dei suoi protagonisti: il drammaturgo Miklòs Hubay, i poeti Sandor Petofi, Varga Tamas, Gyula Illyés e Attila Jozsef, di cui pubblicò il primo volume di poesie scelte. Tradusse e pubblicò in seguito anche le poesie scelte di Miklós Radnóti e collaborò all'edizione di un'antologia dei poeti ungheresi antistalinisti. Per questo interesse costante e per l'impegno profuso nella diffusione della cultura ungherese, Albini fu insignito della laurea honoris causa dall'Università Eötvös Loránd  di Budapest e della medaglia d'oro per la cultura dal Governo ungherese.
Gli interessi culturali di ampio raggio sono attestati dalla collaborazione con numerose riviste specialistiche come «Gnomon» e «Rheinisches Museum für Philologie» e con testate più generali. Tra queste ultime si ricordano «Il Ponte», «L’Approdo Letterario» (dal 1952 al 1971), «Paragone», «Letteratura», nonché i quotidiani «La Repubblica» (edizione locale di Genova) e «Il Secolo XIX».
Nella vasta produzione di Albini, i libri della piena maturità sono le migliori testimonianze dei suoi interessi per gli aspetti meno convenzionali e spesso rimossi della cultura greca dal periodo classico al medioevo bizantino.
Nel 2006 raccolse i suoi ricordi personali legati all'esperienza nella Resistenza, alle suggestioni del mondo greco e all'amore per la moglie nel volume di poesie Cronache: il lungo viaggio, edito da Frilli, Genova.
Nell'ultimo anno di vita, insieme a Fulvio Barberis, Albini aveva appena completato la traduzione di una terza commedia di Aristofane, Le donne in assemblea, che è stata pubblicata postuma nel 2017.
Ebbe due figlie, Adriana, biochimica e Francesca, scrittrice. Nel 2015 la famiglia ha donato la biblioteca personale di Umberto Albini al CRIMTA (Centro di Ricerca Interdipartimentale Multimediale sul Teatro Antico) dell'Università di Pavia, comprendente oltre 4.000 volumi sul teatro antico.

## Opere
- Nel nome di Dioniso: vita teatrale nell'Atene classica, Milano, Garzanti, 1991.
- Atene: l'udienza è aperta, Milano, Garzanti, 1994.
- Riso alla greca: Aristofane o la fabbrica del comico, Milano, Garzanti, 1997.
- Euripide, o Dell'invenzione, Milano, Garzanti, 2000.
- Atene segreta: delitti, golosità, donne e veleni nella Grecia classica, Milano, Il giornale, 2002.
- Maschere impure: spettri, assassini, amori e miserie nei drammi greci, Milano, Garzanti, 2005.
- A tu per tu con gli antichi, Bari, Levante, 2006.

### Traduzioni
- Attila József, Poesie, a cura di Umberto Albini, Firenze, Fussi, 1952.
- Lisia, I discorsi, Testo critico, introduzione, traduzione e note a cura di Umberto Albini, Firenze, Sansoni, 1955.
- Attila József, Poesie, [Traduzione di Umberto Albini], Milano, C.M. Lerici, 1957; II ed. ampliata, 1962.
- Miklós Radnóti, Poesie scelte (Valogatott versek), [a cura di László Pálinkás], Versioni di Umberto Albini e László Pálinkás, Firenze, Fussi, 1958.
- Aristofane, Le vespe, Brescia, Morcelliana, 2010.
- Aristofane, I cavalieri, Bari, Levante, 2010.
- Euripide, Ifigenia in Tauride, Milano, Garzanti, 2010.
- Aristofane, Donne in assemblea, su Stratagemmi 36, 2017.

## Riconoscimenti e onorificenze
Nel 2007 la Fondazione Mario Novaro ha conferito ad Umberto Albini il premio Mario Novaro per la Cultura.